# Restless (группа)
Restless (рус. Ре́стлесс, в переводе с англ. — «беспокойные, неугомонные») — британская группа, играющая в стиле неорокабилли.

## История
Группа была основана в 1978 году в Испвиче учениками одной школы. На одной из репетиций предстоящего концерта Бен Купер обратил внимание на Марка Хармана и его младшего брата Пола, игравших песню «Johnny B. Goode». Пообщавшись, Бен предложил основать им свою собственную группу: Марк Харман стал гитаристом и вокалистом, Пол Харман взял в руки контрабас, а Бен Купер стал барабанщиком. По версии Марка, название было взято по названию песни Карла Перкинса, по версии Бена — по названию песни Johnny Kidd & The Pirates.
Первые выступления группы состоялись весной 1980 года в Садбери и Колчестере и казались не очень успешным. Однако музыканты решили не сдаваться и сосредоточиться на репетициях и написании своих песен. В 1981 году группа заключила контракт с лейблом «Nervous Records» и через лицензионную сделку на шведском лейбле SunRock записала свой первый одноимённый мини-альбом. Добившись первого успеха, музыканты решили не останавливаться и в 1982 году записали на «Nervous Records» свой первый альбом «Why Don't You... Just Rock!». Он получил статус «бронзового» и был продан тиражом более 25 000 экземпляров, песня «Ice Cold» стала одной из самых известных песен 1980-х годов в стиле рокабилли, а группа начала выступать с регулярными концертами в Англии. В 1983 году группа впервые приняла участие в зарубежном концерте — на фестивале в Эйндховене. Далее последовали выступления в Бельгии, Франции, Швеции.
В 1984 году вышел второй альбом группы — «Do You Feel Restless?». Кавер-версия песни Марвина Рейнуотера «Mr. Blues» попала в британский независимый хит-парад и достигла там 4 места. Музыканты выступали вместе с «The Damned», «The Pogues», «The Clash», «Ramones». Группа играла рок-н-ролл со своим собственным, уникальным звучанием, что сделало её одной из самых значимых неорокабилли групп Британии. Однако вскоре после записи альбома между братьями Марком и Полом произошла ссора, в результате чего Пола Хармана заменил Джефф Бэйли. Также в группу пришёл второй гитарист — Мик Мэлоун, и группа стала квартетом.
В 1985 году группа подписала контракт с британским лейблом ABC. В обновлённом составе на новом лейбле группа записала альбом «After Midnight». Звук группы изменился и стал более коммерческим: в композициях появились синтезатор и духовые инструменты. Их песни попали в музыкальную программу на BBC Radio 1. Группа стала популярной далеко за пределами Великобритании, и началась эпоха активных гастролей. Через два года группа ушла с лейбла ABC, заключила контракт с «The Madhouse Recording» и вернулась к своему старому звуку. На нём музыканты записали новые альбомы «Beat My Drum», «Movin' On», «Number Seven», а также переиздали «After Midnight» в оригинальном звучании под названием «Kickin' into Midnight». Однако состав группы продолжал меняться: в конце 1987 года, устав от постоянных путешествий, ушёл Мик Мэлоун, и группа превратилась опять в трио, а в 1989 году «Restless» покинул и Джефф Бэйли. Поскольку группа лишилась важных музыкантов и половины состава, оставшиеся Марк и Бен задумались об окончании деятельности группы, но перед запланированным туром по Японии решили пригласить Стива Вайтхауса — басиста группы «Frenzy». Получив от него согласие, группа продолжила существование.
В 1990 году из-за некоторых разногласий из группы ушёл один из основателей и организатор — Бен Купер. На смену ему пришёл известный рокабилльный барабанщик Роб Тайлер. Таким образом, Марк остался единственным участником группы с момента её основания. В таким обновлённом составе был записан альбом «Number Seven», после чего музыканты вернулись на «Nervous Records» и записали альбом «Figure It Out». Несмотря на изменения в составе, группа продолжала активно гастролировать по Европе, Японии и Австралии.
Следующая смена состава произошла в 1994 году. Дело в том, что, активно выступая с «Restless», Стив Вайтхаус продолжал параллельно заниматься своей группой тоже, и к 1994 году ему удалось наконец найти подходящих, с его точки зрения, музыкантов. Чтобы не заставлять своего басиста делать сложный выбор, Марк и Роб решили его отпустить. Несмотря на то, что музыкантам поступило много заявок от желающих занять вакантное место контрабасиста, музыканты решили, что самой подходящей кандидатурой будет кандидатура Пола Хармана — брата Марка, игравшего в группе с момента её основания. К тому времени ссора между братьями сошла на нет, Пол периодически сопровождал «Restless» на гастролях, не имел своей группы, продолжал играть на инструменте и отлично смотрелся на сцене. В новом составе были записан студийный альбом «Three of a Kind», а также альбом перепетых рокабилльных песен 1970-х годов «The Lost Sessions». Также были выпущены сборники лучших и неизданных ранних песен. В 1997 году группа за 2 дня записала студийный альбом «Got Some Guts — Unplugged». Для его записи музыканты сели кругом друг напротив друга и исполнили на акустических инструментах свои хорошо известные старые и новые песни. Запись производилась с использованием винтажных микрофонов и без использования современной цифровой техники. В 1998 году музыканты решили сделать творческий перерыв, и активность группы сошла на нет приблизительно на четыре года. Роб Тайлер ушёл из группы.
В начале 2000-х годов в группу вернулся основатель Бен Купер, в результате чего группа собралась в оригинальном составе. В 2002 году музыканты выпустили новый альбом «Do Your Thing» и вернулись к активной концертной деятельности. В 2003 году был издан альбом «Rarities», содержащий неизданные демозаписи и концертные версии песен, записанные в 1981—2002 годах, а также некоторые другие сборники. В 2006 году Бен Купер вновь покинул группу, чтобы заняться сольным проектом, и группа давала концерты с Робом Тайлером. В итоге, в 2007 году в творчестве группы вновь наступило затишье на несколько лет.
Начало 2010-х группа встретила в составе второй половины 1990-х, и музыканты вновь вернулись к активной деятельности. Группа записала альбом «Got It Covered», исполнив на нём в собственном стиле классические рок-песни второй половины XX века. Далее вышли альбомы «Sounds Like Restless» и «Seconds Out», которые состояли как из перепетых чужих, так и собственных композиций. Также были изданы некоторые ранние концертные записи. В 2015 году в Финляндии группа приступила к записи очередного альбома. На запись не смог вылететь барабанщик Роб Тайлер, в связи с чем в студии и на некоторых концертах он был заменён Беном Купером, а группа, таким образом, опять собралась на некоторое время в оригинальном составе. Альбом получил название «Originals». В 2017 году Роб Тайлер окончательно ушёл из группы, и вместо него вновь вернулся Бен Купер. В конце того же года один из основателей группы, Пол Харман, также покинул группу, решив посвятить свою дальнейшую жизнь семье, поэтому запланированные концерты конца 2017 и 2018 годов группа доигрывала со Стивом Вайтхаусом. В 2018 году Марк решил напоследок объединить группу в составе квартета середины 1980-х годов эпохи альбома «After Midnight» и приступил к репетициям с Джеффом Бэйли и Миком Мэлоуном. В таком составе группа выступает с 2019 года и записывает альбом «Ready To Go!», который, по словам Марка, станет последним.

## Состав
Текущий состав
- Марк Харман — гитара, вокал (1978 — настоящее время);
- Джефф Бэйли — контрабас (1984—1988, 2018 — настоящее время);
- Бен Купер — ударные (1978—1990, 2000—2006, 2015, 2017 — настоящее время);
- Мик Мэлоун — гитара (1984—1987, 2018 — настоящее время).

Бывшие участники
- Пол Харман — контрабас (1978—1984, 1995—2017);
- Стив Вайтхаус — контрабас (1988—1994, 2017—2018);
- Роб Тайлер — ударные (1990—2000, 2007—2017).

Временная шкала

## Дискография
| Студийные альбомы - 1982 — «Why Don't You... Just Rock!» - 1984 — «Do You Feel Restless?» - 1986 — «After Midnight» - 1988 — «Beat My Drum» - 1990 — «Movin' On» - 1990 — «Kickin' into Midnight» - 1991 — «Number Seven» - 1993 — «Figure It Out» - 1995 — «Three of a Kind» - 1996 — «The Lost Sessions» - 1997 — «Got Some Guts – Unplugged» - 2002 — «Do Your Thing» - 2011 — «Got It Covered» - 2012 — «Sounds Like Restless» - 2014 — «Seconds Out» - 2015 — «Originals» - 2020 — «Ready to Go!» Синглы и EP - 1982 — «The Restless» - 1983 — «Edge on You» - 1984 — «Mr. Blues» - 1984 — «England's Rock-A-Billy Rebels (Mr. Blues)» - 1985 — «Vanish Without a Trace» - 1986 — «Somebody Told Me» - 1986 — «Just a Friend» - 1986 — «What Can You Say» - 1987 — «Ice Cold» - 1988 — «Radar Love/Neutron Dance» - 1988 — «Tobacco Road» - 1999 — «Ghost Town» - 2018 — «Ice Cold / Long Black Shiny Car» - 2019 — «Love Like a Bullet» Сплит-EP - 2002 — «Restless vs. The Rizlaz» Концертные альбомы - 1987 — «Live & Kicking» (1987) - 1990 — «Kickin' into Midnight» (только на CD, 1987) - 2011 — «Live at the Klub Foot» (1984) - 2012 — «Live in Tokyo» (1989) Сборники - 1987 — «The Early Years 1981-83» - 1996 — «The Very Best of Restless» («Nervous Records») - 1996 — «The Very Best of Restless» («Fury Records», 10") - 1998 — «Rock'n'Roll Beginners» - 2001 — «The Nervous Years» - 2003 — «Rarities» - 2003 — «The Best in the East» - 2005 — «Rock'n'Roll Train: Best of the Madhouse Years» - 2009 — «The ABC Years 1985—1987: The Complete Studio & Live Recordings» (2CD) - 2009 — «The Best of the Early Years: 1981—1984» Видео - 1987 — «Baby Please Don't Go» Видеосборники с другими исполнителями - 2003 — «Psycho Cats» | Участие в сборниках с другими исполнителями - 1982 — «Best of British Rockabillies. Vol. 1» - 1982 — «Best of British Rockabillies. Vol. 2» - 1983 — «Hep Cat Hop» - 1983 — «Stack a Records» - 1984 — «Stomping at the Klub Foot» - 1984 — «This Is Rock'n'Roll» - 1984 — «Don't Let the Hope Close Down» - 1985 — «Hell's Bent on Rockin!» - 1985 — «Psycho Attack over Europe!» - 1985 — «Big Beat Beach Party» - 1986 — «Stomping at the Klub Foot. Volumes 3 & 4» - 1987 — «The Klub Foot Kicks Back» - 1987 — «... For a Few Pussies More (Blood on the Cats III)» - 1987 — «The Magnificent Seven» - 1989 — «Crazy Nouveaux» - 1990 — «Zorch Factor 3» - 1991 — «Live at the Big Rumble» - 1991 — «007 License to Party» - 1992 — «Black Lagoon No. 3. Eddie's Return» - 1992 — «Stomping at the Klub Foot. Volumes 1 & 2» - 1992 — «Psychobilly Weekender. Vol. 2» - 1992 — «Single Minded. The Big Beat Singles» - 1993 — «That's Rockabilly. New Rockabilly Generation Sampler» - 1994 — «Night of the Living Pussies» - 1995 — «Nervous Records. The Psychobilly Singles Collection» - 1995 — «Psychomania. Vol. III» - 1995 — «ABC/ID Records. The Psychobilly Singles Collection» - 1996 — «You Can't Stop the Christmas Hop» - 1997 — «Elvis Still Alive» - 1997 — «Rockin' at the Jubilee» - 1998 — «Slick & Rockin'» - 1998 — «Rockin' at the Topside» - 1998 — «Traidô!! 20 bandas tocando ratos de porão» - 1999 — «The Return of Rockabilly» - 1999 — «Rock Around the Lock. The Real Sound of Camden» - 1999 — «Hepcat Distribution Sampler» - 1999 — «Psycho Killers» - 2000 — «We Will Rock Ya» - 2000 — «Rockabilly Gold» - 2002 — «100% Rockabilly» - 2002 — «Billy. Volume One» - 2002 — «Rockamaniacs. Neo Rockabilly Best Collection» - 2003 — «Zorch Factor Vol. II & III» - 2003 — «Buzz to the Hive!» - 2003 — «100% Psychobilly» - 2003 — «Hellbilly Slappin' Covers» - 2004 — «Hellbilly Slappin' Covers 2» - 2004 — «Rockamaniacs 2. Neo Rockabilly Best Collection» - 2004 — «International Rockaphobia» - 2004 — «100% Neo-Rockabilly» - 2004 — «Grand Arena Rock'n'Roll Party 2004 Live» - 2004 — «2004' Rock'n'Roll Top 25» - 2004 — «Stomping at the Klub Foot. Volume 4» - 2005 — «Neo Rockabilly Bash» - 2006 — «Deathrow. The Chronicles of Psychobilly» - 2007 — «Revenge of the Psycho Cats» - 2008 — «Rock'n'Pop Meets Rock'n'Roll. Vol. 2» - 2009 — «The Best of the Early Years: 1981—1984» - 2010 — «Rockabilly Rules... OK! Volume 1» - 2014 — «27th Satanic Stomp» - 2014 — «Dragged from the Wreckage of the Klub Foot» - 2015 — «Rock! Wreck! & Rule!» - 2019 — «Elvis Presley 85 World Tribute» |